# Daba-Nydou
Daba-Nydou est une commune rurale de la préfecture de la Haute-Kotto, en République centrafricaine. Elle s’étend au sud et à l’est de la ville de Bria et doit son nom à deux cours d’eau du bassin de la rivière Kotto ; la Daba et la Nydou.

## Géographie
Située au sud-ouest de la préfecture de Haute-Kotto, la commune est limitrophe des préfectures de Ouaka et Mbomou.
|              | Samba-Boungou |         |
| Yéngou       | Daba-Nydou    | Yalinga |
| Daho-Mboutou | Bakouma       |         |

## Villages
La commune est constituée de 53 villages recensés en 2003 : Abagba 2, Abagba 3, Agbaba 1, Artisans, Bagawa, Balangba 1, Balangba 2, Daba 1, Daba 2, Delede 1, Delede 2, Delede 3, Dolo 1, Dolo 2, Fola, Gbama, Gbareu, Gbatchengbolo 1, Gbatchengbolo 2, Gola, Graho 1, Graho 2, Graho 3, Graho 4, Hourindi, Ibamou 1, Ibamou 2, Kodo, Koundou, Kpakawa 1, Kpakawa 2, Kpakpoakpa, Kpava, Lissio, Manzala, Ndamonou, Ndokora 1, Ndokora 2, Ngakoua, Ngbadegba, Ngbengbe, Ngouroundou, Nydou, Pende 1, Pende 2, Tchaka, Tchitchia 1, Titi, Vele-Kongo, Yangoungba, Yassezo 1, Yassezo 2, Zoukouzou.

## Éducation
La commune compte 10 écoles en 2013 : à Daba, Kolaga, Issa-Mazengué, Abagba, Abagba 2, Gbama, Dolo 1, Ngafio, Ngbengbé et Ngouroundou.